# 淡眼蝶屬
淡眼蝶屬（學名：Aphysoneura，Painted Ringlet）是眼蝶亞科眼蝶族黛眼蝶亞族中的一個屬。此分類中的兩個物種分佈於東非至中非。

## 物種
- 淡眼蝶 Aphysoneura pigmentaria
- 帶紋淡眼蝶 Aphysoneura scapulifascia